# Knights of the Zodiac
Knights of the Zodiac, in Japan bekend als Saint Seiya: The Beginning (Japans: 聖闘士星矢 The Beginning, Hepburn: Seinto Seiya Za Biginingu) is een Amerikaans-Japanse fantasy-actiefilm uit 2023, geregisseerd door Tomek Bagiński. De film is gebaseerd op de manga Saint Seiya van Masami Kurumada.

## Verhaal
Seiya zoekt naar zijn ontvoerde zus en overleeft illegale en meedogenloze gevechten. Op een dag ontketent hij plotseling mystieke krachten die hem totaal onbekend waren. Plots zit hij gevangen tussen de frontlinies van een eeuwenoude strijd om het lot en de bescherming van de aarde. Hij wordt gerekruteerd door Alman Kiddo om een van de vijf ridders van de zodiak te worden wiens orde is gewijd aan de bescherming van de gereïncarneerde godin Athena.

## Rolverdeling
| Acteur         | Personage       |
| -------------- | --------------- |
| Mackenyu       | Seiya           |
| Famke Janssen  | Guraad          |
| Madison Iseman | Sienna / Athena |
| Diego Tinoco   | Nero            |
| Mark Dacascos  | Mylock          |
| Nick Stahl     | Cassios         |
| Sean Bean      | Alman Kiddo     |
| Tod Williams   | Omroeper        |

## Productie
Masami Kurumada was al geïnteresseerd in een live-action bewerking van de manga Saint Seiya sinds hij eraan werkte. In 2016 kondigde Toei Animation aan dat er een aanpassing van de manga in ontwikkeling was bij CCXP. In mei 2017 werd officieel aangekondigd dat de film geregisseerd wordt door Tomasz "Tomek" Bagiński. Oorspronkelijk was het de bedoeling dat het een coproductie zou worden met Sony Pictures en het Chinese bedrijf A Really Good Film Company. A Really Good Film Company stopte later met het project. Het scenario werd aangepast door Josh Campbell en Matt Stuecken, met latere toevoegingen door Kiel Murray.
De castleden Mackenyu, Madison Iseman, Sean Bean en Famke Janssen werden in september 2021 aangekondigd. De Japanse acteur Mackenyu nam de hoofdrol van Pegasus Seiya op zich.
De opnames vonden plaats in Hongarije tussen juli en september 2021. Het themalied "Courage" wordt gezongen door Pink en was oorspronkelijk van haar album Hurts 2B Human.

## Release
De film ging in première op 27 april 2023 in bijna alle landen in Latijns-Amerika. De film verscheen op 28 april 2023 in Japan en 12 mei 2023 in de Verenigde Staten.

## Ontvangst
Op Rotten Tomatoes heeft Knights of the Zodiac een waarde van 26% en een gemiddelde score van 4,50/10, gebaseerd op 19 recensies. Op Metacritic heeft de film een gemiddelde score van 34/100, gebaseerd op 7 recensies.